# 苟頽
苟 頽（こう たい、生年不詳 - 489年）は、北魏の軍人・政治家。本貫は代郡。

## 経歴
内行長の苟洛跋の子として生まれた。寡黙で重厚な人物で、武力は人にすぐれた。抜擢されて中散となり、謹直に仕えた。450年（太平真君11年）、太武帝の南征に従い、前鋒都将となって、軍の先頭に立って戦った。451年（太平真君12年）、魏軍が長江に到達すると、苟頽は建徳男の爵位を受け、寧遠将軍の位を加えられた。帰還すると、奏事中散に転じ、典涼州作曹をつとめた。内行令となり、給事中に転じ、司衛監にうつった。寧遠将軍のまま洛州刺史に任じられた。476年（承明元年）、文明太后が政権を支える人材の推挙を百官に求めると、苟頽はこの選に挙げられた。このため召還されて散騎常侍・殿中尚書に任じられ、爵位は成徳侯に進み、後将軍の位を加えられた。477年（太和元年）、散騎常侍の位を加えられた。まもなく侍中・安東将軍・都曹尚書に転じ、爵位は河南公に進んだ。
苟頽は直言を好み、文明太后に対してもへつらうことがなかった。李敷や李訢が処刑されたとき、苟頽は強く太后を諫めたが、聞き入れられなかった。479年（太和3年）9月、征北大将軍・司空公に転じ、爵位は河東王に進んだ。老年のため杖をついて朝廷に出仕した。
481年（太和5年）、孝文帝が三川に行幸すると、苟頽は平城の留守をつとめた。沙門の法秀が反乱を起こすと、苟頽は禁衛の軍を率いて法秀を捕らえた。489年（太和13年）12月、死去した。諡は僖王といった。

## 子女
- 苟愷（冠軍将軍、柔玄鎮・懐荒鎮・武川鎮大将、河東王、河東公）
- 苟養（歩兵校尉、早逝）
- 苟資（武騎侍郎・河間郡太守・太僕少卿・汲郡太守、龍驤将軍・肆州刺史、武衛将軍、後将軍）

## 伝記資料
- 『魏書』巻44 列伝第32
- 『北史』巻25 列伝第13